# Państwowy Rezerwat Przyrody Korçay
Państwowy Rezerwat Przyrody Korçay – rezerwat przyrody w Azerbejdżanie w rejonie Goranboy. Utworzony 1 kwietnia 2008.
Rezerwat utworzono na południe od zbiornika mingeczaurskiego, w górach Bozdağ, na północnych skłonach Małego Kaukazu. Dominuje tu półpustynny i suchy stepowy klimat z suchymi zimami. Celem utworzenia rezerwatu była ochrona wpisanych do Czerwonej księgi gatunków zagrożonych kuropatw i gazeli. Występują tu także inne zwierzęta takie jak: jelenie, króliki, lisy, szakale i wilki.